# Meierberg
Meierberg ist ein kleines Dorf im Osten Nordrhein-Westfalens mit 409 Einwohnern (Stand 31. Dezember 2023) und ist ein Ortsteil der Gemeinde Extertal im Kreis Lippe.

## Lage
Der Ort liegt auf einem Höhenzug des Weserberglandes östlich des Flusses Exter auf einer Höhe von bis zu 247 Meter über NN und etwa 90 Meter über dem Tal der Exter. Im Tal der Exter, etwa 750 m Luftlinie westlich. liegt der Nachbarort Nalhof, zu dem Meierberg zeitweise als Gemeindeteil gehörte.
Bösingfeld, der Hauptort der Gemeinde, liegt etwa 3,5 Kilometer Luftlinie südlich; der Nachbarort Almena liegt nicht weit entfernt im Westen; die Nachbarstadt Rinteln befindet sich gut 10 Kilometer weiter nördlich.

## Geschichte
Das genaue Datum der Ortsgründung ist nicht bekannt. Es ist jedoch von einer ersten Besiedlung schon in der Steinzeit auszugehen, wovon noch heute einige sichtbare Reste auf dem Gebiet der Gemeinde Extertal zeugen. Im 9. Jahrhundert wurde die Uffoburg nördlich der Ortschaft errichtet. In späteren Jahrhunderten gehörte Meierberg wie die umliegenden Orte zur Grafschaft Sternberg. Die Grafen zu Sternberg waren auch die Stifter der Dorfkirche zu Almena, zu deren Pfarrbezirk Meierberg gehört. Die dortige Kirche wurde um 1200 erbaut.
Am 1. Januar 1921 traten die Gemeinden Bremke und Nalhof Gebietsteile zur Neubildung der Gemeinde Meierberg ab.
Bereits 1961 hat sich Meierberg mit anderen umliegenden Orten zusammengeschlossen und einen Schulverband gegründet, in dessen Mittelpunkt die Dörfergemeinschaftsschule Almena stand. Auf Betreiben der Behörden und des Nachbardorfes Silixen wurde diese Schule aufgelöst und die Schüler mussten den Weg zur Mittelpunktschule nach Silixen in Kauf nehmen. Seit dem 1. Januar 1969 ist die ehemals selbständige Gemeinde ein Ortsteil der neu gegründeten Gemeinde Extertal.

### Einwohnerentwicklung
| Jahr      | 1860 | 1939 | 1962 | 2016 |
| Einwohner | 641  | 514  | 600  | 436  |
| --------- | ---- | ---- | ---- | ---- |

## Wirtschaft und Tourismus
Meierberg ist eine augenscheinlich noch landwirtschaftlich geprägte Streusiedlung, auch wenn immer mehr Erwerbstätige ihren Arbeitsplatz in den Orten der Umgebung finden. Als Gewerbebetriebe sind zwei Tischlereien, ein Elektrobetrieb, ein Kfz-Meisterbetrieb und eine Pilzzucht zu nennen. Es gibt neben Gästebetten in einer Pension und in einem Ferienhaus auch einen Campingplatz.
Bedeutende Sehenswürdigkeiten besitzt der Ort nicht; es befinden sich aber bei Meierberg zahlreiche Findlinge aus der letzten Eiszeit.

## Verkehr
Westlich des Ortes im Tal der Exter verläuft die Landesstraße 758 (Extertalstraße). Durch Meierberg selbst verlaufen einige Kreisstraßen, auf denen auch die regionalen Linienbusse verkehren. Die nächste Autobahnanschlussstelle ist Bad Eilsen im Norden bei Rinteln an der A 2.
Regionalbahnhöfe befinden sich in Rinteln, Lemgo, Hessisch Oldendorf und Hameln. In Bielefeld, Bad Oeynhausen und Hannover halten auch IC- bzw. ICE-Züge.
Die normalspurige und sogar ehemals elektrisch betriebene Kleinbahn (Extertalbahn) zwischen Barntrup, den Orten im Tal der Exter und Rinteln ist im Personenverkehr stillgelegt. Sie wurde durch die Verkehrsbetriebe Extertal (vbe) betrieben, die als Spedition und Busunternehmen bis heute besteht. Es besteht jedoch die Möglichkeit, den überwiegenden Teil der Bahnstrecke mit Fahrraddraisinen zu befahren. An einigen Wochenenden im Sommerhalbjahr finden auch Fahrten mit historischen Zügen statt.
Die nächsten internationalen Flughäfen befinden sich bei Hannover und Paderborn.